# Lane's Prince Albert
Lane's Prince Albert es una variedad cultivar de manzano (Malus domestica).
Se cree que fue criado alrededor de 1840 por Thomas Squire, plántula de Parental-Madre 'Russet Nonpareil' polinizado por 'Dumelow's Seedling' en Berkhamsted, Hertfordshire. Fue introducido por John Lane en 1850. Recibió el Certificado de Primera Clase de la Royal Horticultural Society-(Real Sociedad de Horticultura) en 1872. Las frutas son muy jugosas y ácidas. Cocina bien.

## Sinónimos
- "Albert Lanskii",
- "Lane",
- "Lane Prince Albert",
- "Lane's",
- "Lane's Albert",
- "Lane's Albertsapple",
- "Lanes Albertsapple",
- "Lanes Prince Albert",
- "Perkin's A. 1",
- "Prince Albert",
- "Prinz Albert",
- "Profit",
- "Victoria and Albert".

## Historia
'Lane's Prince Albert' es una variedad de manzana procedente de una plántula de Parental-Madre 'Russet Nonpareil' polinizado por 'Dumelow's Seedling' Hertfordshire, Reino Unido 1841; según relata HOGG: ". . .fue plantada por los señores "H. Lane & Son", de Berkhampstead, y exhibida por ellos en una reunión de la Sociedad Pomológica Británica, el 26 de octubre de 1857". Henry Lane plantó una reineta de un cruce de Russet Nonpareil y Dumelow´s Seedling en 1841 tras la procesión del Rey y la Reina por las calles de Berkhamsted, Inglaterra.
'Lane's Prince Albert' está cultivada en diversos bancos de germoplasma de cultivos vivos tales como en National Fruit Collection (Colección Nacional de Fruta) de Reino Unido con el número de accesión: 1975-308 y Nombre de Accesión : Lane's Prince Albert (LA 71A).

## Características
'Lane's Prince Albert' tiene un tiempo de floración que comienza a partir del 6 de mayo con el 10% de floración, para el 13 de mayo tiene una floración completa (80%), y para el 20 de mayo tiene un 90% de caída de pétalos.
'Lane's Prince Albert' tiene una talla de fruto grande; forma tronco cónica, altura 59.00 mm y anchura 76.00 mm; con nervaduras débiles; epidermis brillante con color de fondo verde madurando a amarillo pálido, importancia del sobre color medio, con color del sobre color rojo, con sobre color patrón en más de la mitad de la manzana tiene un color rojo pálido sobre la que hay rayas rojas brillantes quebradas. Las lenticelas de color claro son visibles en la cara sonrojada, "russeting" (pardeamiento áspero superficial que presentan algunas variedades) muy bajo; cáliz de tamaño pequeño y bien cerrado, ubicado en una cuenca ancha y poco profunda que a menudo está rodeada por una corona ligeramente abultada; pedúnculo corto y delgado, colocado en una cavidad moderadamente profunda y en forma de embudo; carne de color blanco, tierna, jugosa y muy ácida.
Su tiempo de recogida de cosecha se inicia a mediados de octubre. Se conserva bien durante dos meses en cámara frigorífica.

## Progenie
'Lane's Prince Albert' es el Parental-Madre de la variedades cultivares de manzana:
- Caudal Market
- Shoesmith
- Mary Barnett
- Prince George
- Colonel Yate

'Lane's Prince Albert' es el Parental-Padre de la variedades cultivares de manzana:
- Oxford Yeoman
- Byfleet Seedling
- Corry's Wonder
- Morley's Seedling
- Oxford Sunrise

## Usos
Excelente manzana que se utiliza con frecuencia para hacer jugo. También hace maravillosas tartas de manzana. Demasiado agrio para comer.

## Ploidismo
Diploide, auto estéril. Grupo de polinización: D, Día 13.

## Susceptibilidades
Propenso al mildiu, lo que puede ser un problema ya que la variedad también es intolerante al azufre, que es el tratamiento principal para esta afección. Resistente a la sarna del manzano y el cancro.